# ウィリアム・M・キャラハン
ウィリアム・マッコム・キャラハン （William McCombe Callaghan、1897年8月8日 - 1991年7月8日）は、アメリカ海軍の将校。戦艦ミズーリの初代艦長を務めた。

## 来歴
第一次世界大戦と第二次世界大戦に従軍。1944年にミズーリ指揮官となった。硫黄島や沖縄でも戦った。
1945年にミズーリへの自爆特攻で死んだ敵の大日本帝国軍パイロットを名誉ある水葬を行うよう命じたエピソードが知られる。